# Nederlands kampioenschap schaken 2013
Tijdens het Nederlands kampioenschap schaken 2013 werd door acht Nederlandse schakers gestreden om de titel Nederlands kampioen schaken. Dimitri Reinderman werd voor de eerste en enige keer in zijn carrière Nederlands kampioen schaken. De locatie van het toernooi was het Amsterdam Science Park, waar tegelijk ook het Science Park Amsterdam Chess Tournament en het Nederlands kampioenschap schaken vrouwen 2013 plaatsvonden.
Na de reguliere achtkamp eindigden Wouter Spoelman en Dimitri Reinderman op een gelijk aantal punten. Hierdoor was een barragewedstrijd noodzakelijk. Deze wist Reinderman met 2-0 te winnen waarmee hij zich tot Nederlands kampioen kroonde.

## Eindstand en kruistabel[3]
| # | Naam               | Score | 1  | 2  | 3  | 4  | 5  | 6  | 7  | 8  |
| - | ------------------ | ----- | -- | -- | -- | -- | -- | -- | -- | -- |
| 1 | Wouter Spoelman    | 5½    | -- | 1  | ½  | ½  | ½  | 1  | 1  | 1  |
| 2 | Dimitri Reinderman | 5½    | 0  | -- | 1  | ½  | 1  | 1  | 1  | 1  |
| 3 | Robin van Kampen   | 4½    | ½  | 0  | -- | 0  | 1  | 1  | 1  | 1  |
| 4 | Ivan Sokolov       | 4     | ½  | ½  | 1  | -- | 0  | ½  | ½  | 1  |
| 5 | Roeland Pruijssers | 3½    | ½  | 0  | 0  | 1  | -- | 0  | 1  | 1  |
| 6 | Erwin l'Ami        | 2½    | 0  | 0  | 0  | ½  | 1  | -- | ½  | ½  |
| 7 | Jan Smeets         | 2     | 0  | 0  | 0  | ½  | 0  | ½  | -- | 1  |
| 8 | Sipke Ernst        | ½     | 0  | 0  | 0  | 0  | 0  | ½  | 0  | -- |

1909 · 1912 · 1913 · 1919 · 1921 · 1924 · 1926 · 1929 · 1933 · 1936 · 1938 · 1939 · 1942 · 1948 · 1950 · 1952 · 1954 · 1955 · 1957 · 1958 · 1961 · 1963 · 1965 · 1967 · 1969 · 1970 · 1971 · 1972 · 1973 · 1974 · 1975 · 1976 · 1977 · 1978 · 1979 · 1980 · 1981 · 1982 · 1983 · 1984 · 1985 · 1986 · 1987 · 1988 · 1989 · 1990 · 1991 · 1992 · 1993 · 1994 · 1995 · 1996 · 1997 · 1998 · 1999 · 2000 · 2001 · 2002 · 2003 · 2004 · 2005 · 2006 · 2007 · 2008 · 2009 · 2010 · 2011 · 2012 · 2013 · 2014 · 2015 · 2016 · 2017 · 2018 · 2019 · 2021 · 2022 · 2023 · 2024